# Великий день в Гарлеме
«Великий день в Гарлеме», или «Гарлем 1958», — чёрно-белая фотография, групповой портрет 57 известных джазовых музыкантов, сделанный в 1958 году в Гарлеме на фоне здания из бурого песчаника. Эта фотография — важный документ в истории джаза.
Арт Кейн, фотограф-фрилансер, сделал эту фотографию для журнала Esquire около 10 часов утра 12 августа 1958 года. Музыканты собрались у дома № 17 по 126-й улице, между Пятой и Мэдисон-авеню. Esquire опубликовал фотографию в выпуске за январь 1959 года. Сам Кейн назвал снимок «величайшим из когда-либо сделанных изображений музыкантов той эпохи».
Джин Бах, нью-йоркский радиопродюсер, рассказал историю, стоящую за снимком, в одноимённом фильме 1994 года. Фильм был номинирован в 1995 году на премию «Оскар» как лучший документальный фильм.
К сентябрю 2024 года только один из 57 музыкантов (Сонни Роллинз) со снимка остался в живых (Бенни Голсон, второй долгоживущий музыкант, скончался в Нью-Йорке 21 сентября 2024 года).

## Музыканты на фотографии
| - Рэд Аллен - Бастер Бэйли - Каунт Бэйси - Эммет Берри - Арт Блэйки - Лоуренс Браун - Сковиль Браун - Бак Клейтон - Билл Крамп - Вик Диккенсон - Рой Элдридж - Арт Фармер | - Бад Фримен - Диззи Гиллеспи - Тайри Гленн - Бенни Голсон - Сонни Грир - Джонни Гриффин - Гиги Грайс - Коулмен Хокинс - Джей Си Хёрд - Джей Си Хиггинботам - Милт Хинтон - Чабби Джексон | - Хилтон Джефферсон - Оси Джонсон - Хэнк Джонс - Джо Джонс - Джимми Джонс - Тафт Джордан - Макс Каминский - Джин Крупа - Эдди Лок - Мариан МакПартленд - Чарльз Мингус - Мифф Мол | - Телониус Монк - Джерри Маллиган - Оскар Петтифорд - Руди Пауэлл - Лаки Робертс - Сонни Роллинз - Джимми Рашинг - Пи Ви Рассел - Сахиб Шихаб - Хорас Сильвер - Затти Синглтон - Стафф Смит | - Рекс Стюарт - Максин Салливан - Джо Томас - Уилбур Уэйр - Дики Уэллс - Джордж Уэттлинг - Эрни Уилкинс - Мэри Лу Уильямс - Лестер Янг |

## В культуре
Снимок играет ключевую роль в фильме Стивена Спилберга «Терминал». Отец героя фильма Виктора Наворски (исполняет Том Хэнкс) собирал автографы джазменов, запечатлённых на фотографии. Сын прилетает в США, чтобы закончить дело, начатое отцом, и взять последний автограф у Бенни Голсона.